# Ognisko domowe
Ognisko domowe – przenośne sformułowanie, określające nie tyle rodzinę jako komórkę społeczeństwa, ile relacje, jakie w niej panują. Ognisko domowe, oznacza ciepło wypływające z poczucia bezpieczeństwa i wzajemnego zaufania. To również miejsce, które kojarzy się nam z radością i beztroską, miejsce którego charakter określają zarówno osoby, które w nim przebywają, jak również przedmioty nas otaczające: dekoracje, upominki, zapachy. Wszystkie te czynniki składają się na to co nazywamy „ogniskiem domowym”. Ognisko domowe jest to ciepło, dobre samopoczucie w rodzinie jak i w kontaktach towarzyskich.
W mitologii greckiej ogniskiem domowym opiekowała się Hestia. To opiekunka ogniska domowego, podróżnych, nowożeńców i sierot. Córka Kronosa i Rei. Była siostrą Zeusa. Ognisko ku jej czci paliło się w każdym greckim domu. Stąd powiedzenie „w kręgu domowego ogniska”. W Rzymie ogniskiem domowym opiekowały się Lary.